# Къща музей „Петко и Пенчо Славейкови“
Къщата музей „Петко и Пенчо Славейкови“ се намира на ул. „Георги Раковски“ № 138 в София.
Той е разположен в апартамента на внучката на Петко Славейков – Светослава Славейкова, която го дарява за музей. Част е от Националния литературен музей.
Музеят е открит през 1951 г., а първият уредник е Светослава Славейкова. Основният фонд съдържа около 80 000 ръкописни листа на Петко и Пенчо Славейкови, личната библиотека на Петко Славейков (162 тома), личната библиотека на Пенчо Славейков (около 2000 тома), 600 оригинални фотографии, живописни платна от изтъкнати български художници, мебели, вещи, етнографска колекция от старинни български шевици, принадлежала на семейството.
Сред експонатите в музея са часовника и мастилниците на Петко Славейков, седефената му броеница, метална чаша с чинийка, позлатена отвътре, с която са кръстени всичките му деца. Също така – мелничката за кафе и джезвето, в което Петко Славейков вари турско кафе. В музейната експозиция са изложени пачи пера, с които пише до края на живота си, както и много бакърени съдове, останали от баща му – Рачо Казанджията. Друг експонат е старинна кутия за цигари във форма на ръкавица, изработена от жълт метал с гравирана година – 1865. В музея се съхраняват таблото с портретите на всички народни представители, участвали във Великото народно събрание през 1879 г., както и дървената маса, на която е подписана Търновската конституция.